# Ariste Viguié
Pour les articles homonymes, voir Ariste et Viguié.
Jean Ariste Viguié, né le 29 janvier 1827 à Nègrepelisse et mort le 27 novembre 1890, est un pasteur et théologien français. Il est professeur à la faculté de théologie protestante de Paris de 1879 à 1890. 

## Biographie
Ariste Viguié fait ses études à la faculté de théologie protestante de Montauban, où il soutient en 1848 une thèse de baccalauréat en théologie intitulée « Authenticité de l'Évangile de Jean ». Il poursuit ses études à l'université de Berlin et de Bonn, puis soutient une thèse de licence à la faculté de théologie de Strasbourg, intitulée « De la nature de l'autorité du Nouveau Testament » en 1850. Il soutient une thèse de doctorat à Strasbourg en 1858, « Histoire de l'apologétique dans l'Église réformée française ».
Il est suffragant à Montauban, puis pasteur-auxiliaire à Nîmes, auprès d'Ernest Fontanès. Il devient pasteur titulaire lorsqu'un poste supplémentaire de pasteur est créé en 1857 et exerce jusqu'en 1879 son ministère à Nîmes, auquel s'ajoute la présidence du consistoire. D'orientation théologique libérale, il est candidat malheureux en 1856, à un poste de professeur à la faculté de théologie de Montauban, où c'est un candidat évangélique, Charles Bois, qui est élu par les consistoires. Il est délégué libéral au synode général de l'Église réformée de 1872. 
Il est nommé professeur à la faculté de théologie protestante de Paris par un décret de Jules Ferry du 19 avril 1879, sans que celui-ci ait consulté les autorités protestantes, ce qui provoque des protestations. Il enseigne l'homilétique, et donne la leçon d'ouverture de son cours le 14 mai de la même année, De l'éloquence religieuse. 
Il est également pasteur de l'église réformée de l'Oratoire du Louvre, à Paris à partir de 1882.

### Famille
Il épouse Louise Borrel, leur fils Marcellin Viguié est juge de paix.

## Publications
- Histoire de l'apologétique dans l’Église réformée française, Paris : Grassart ; Genève : E. Béroud, 1858
- Le Symbolisme du temps protestant, 1860, Grassart, Paris, [lire en ligne]
- Sermons, 4 vol. 1864, 1874, 1885, 1892
- De l'éloquence des réformateurs, 1879
- La Fête religieuse des Églises réformées des Cévennes à Fontmorte, Paris, Fischbacher, 1887

## Distinctions
- 1868 : chevalier de la Légion d'honneur[7]
- 1859 : membre de l'Académie du Gard (devenue Académie de Nîmes en 1878), président en 1868[8]
- 1882 : membre du comité de la Société de l'histoire du protestantisme français[9]